# Shijiazhuang Shuanghuan Automobile

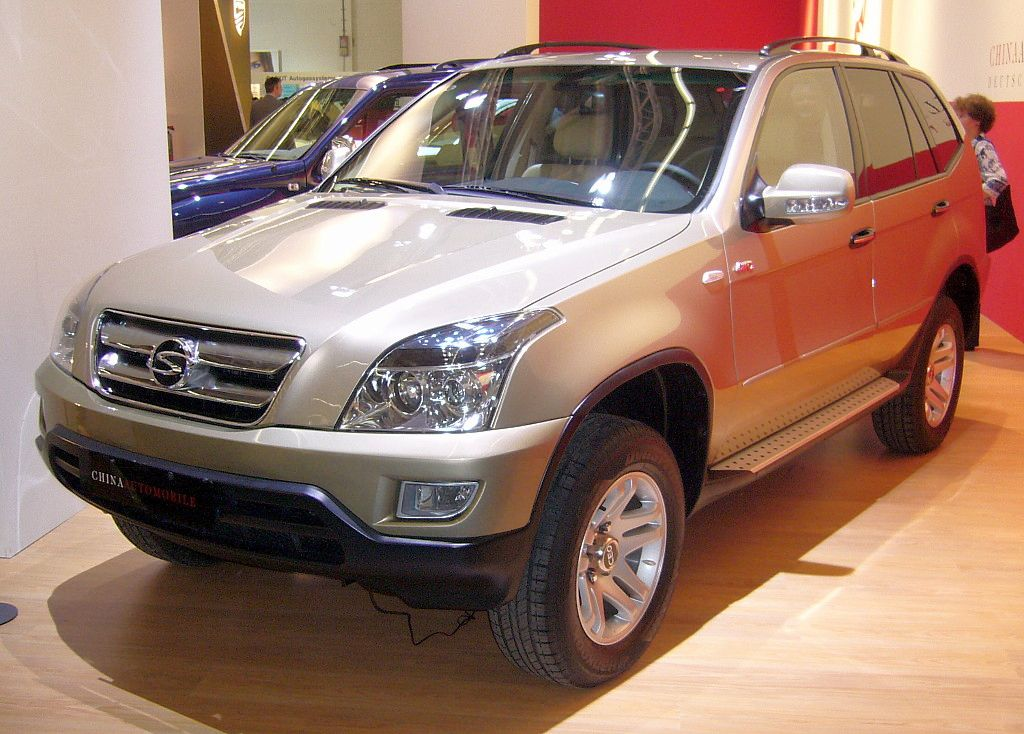
Shuanghuan SCEO
intern: C9

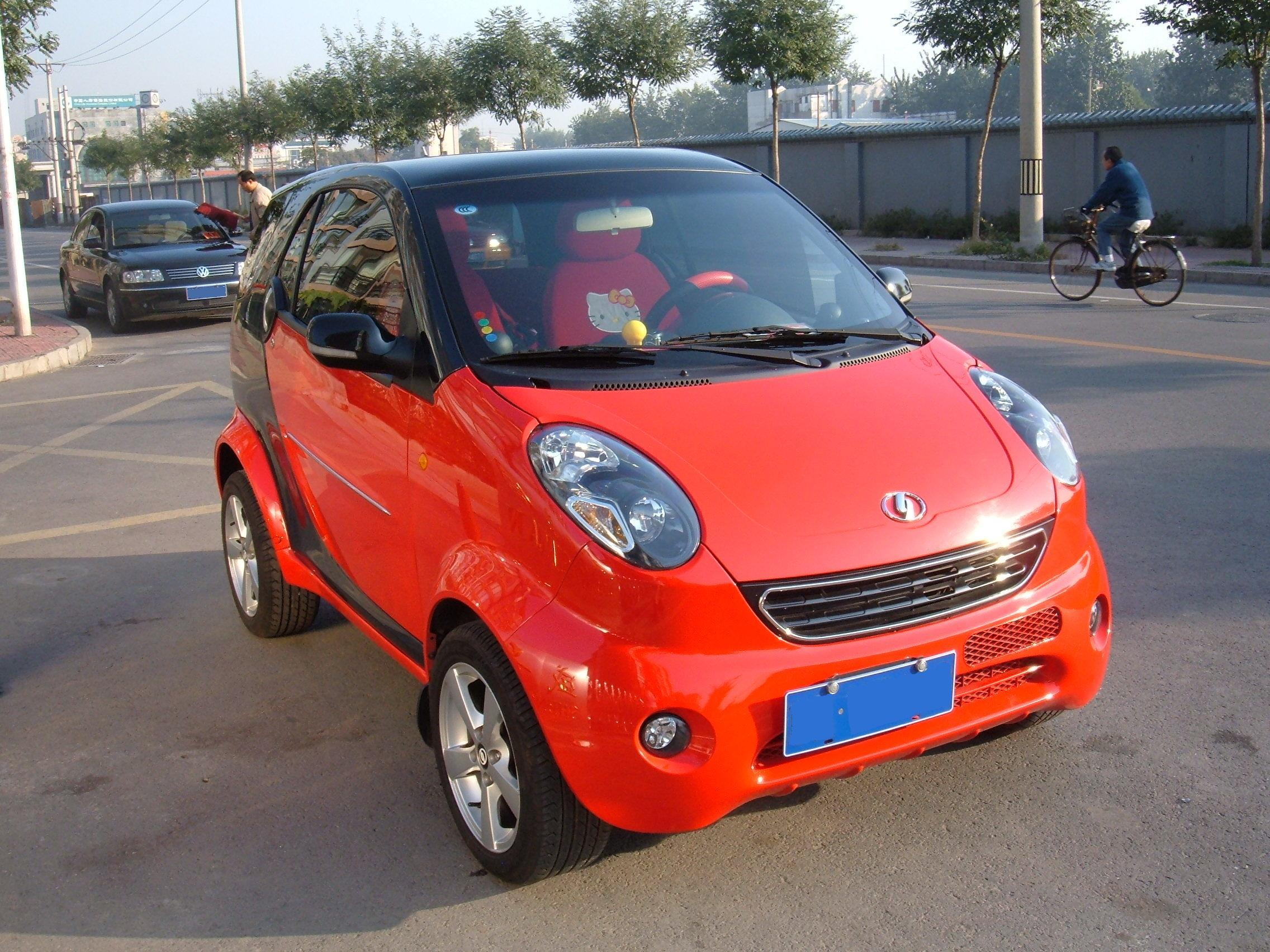
Shuanghuan Noble
intern: S6

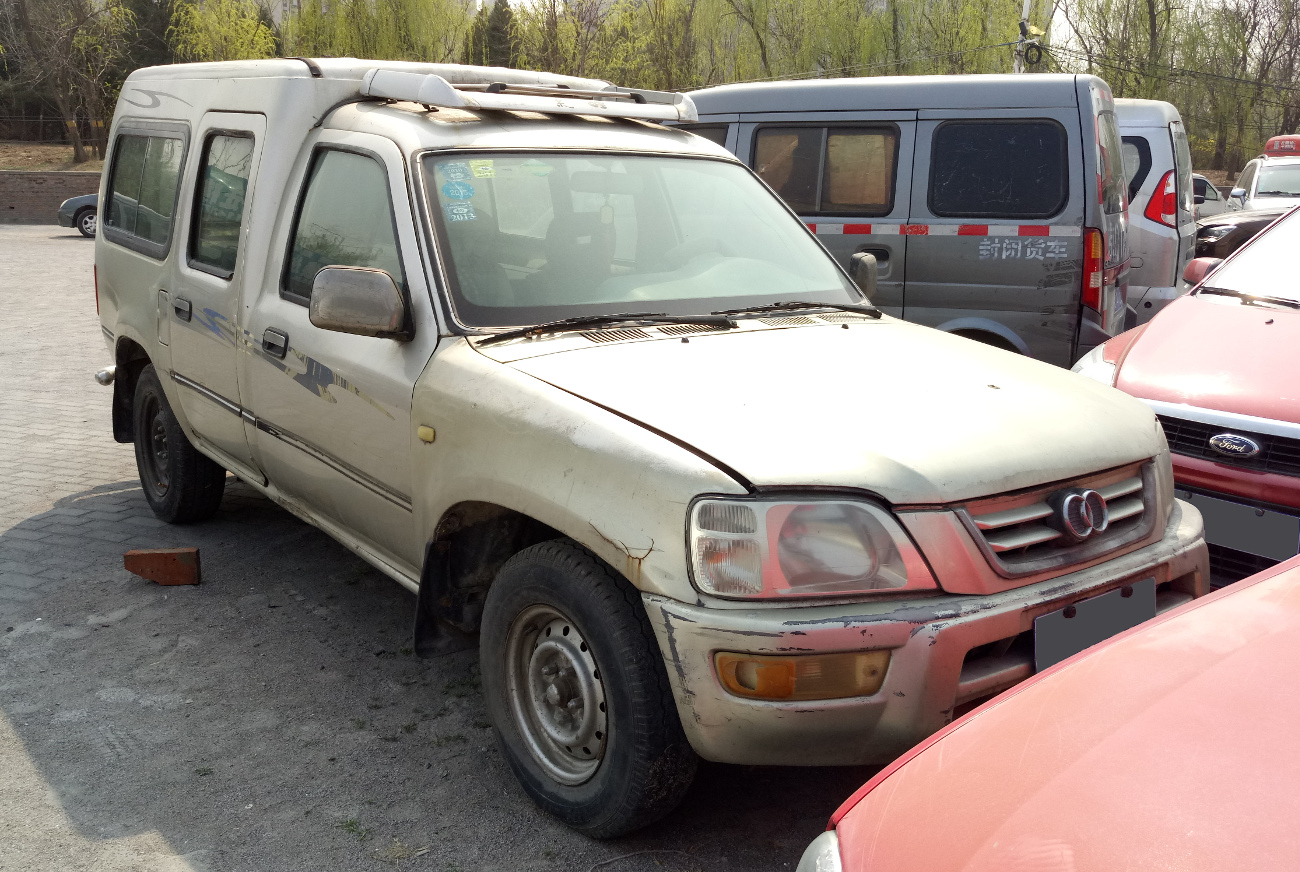
Shuanghuan HBJ6460

Shijiazhuang Shuanghuan Automobile Co., Ltd. war ein Automobilhersteller aus der Volksrepublik China.

## Beschreibung
Das Unternehmen wurde 1988 in Shijiazhuang in der Provinz Hebei gegründet. Es vertrieb seine Fahrzeuge unter den Markennamen Shuanghuan. Der Markenname ist vor allem wegen seiner Plagiate in der Presse bekannt geworden. 2002 kaufte Shuanghuan die Red Star Auto Manufacturing Company auf und erwarb dadurch eine eigene Händler- und Werkstättenkette namens Red Star. 2009 wurde Shuanghuan dann selbst von der Liaoning SG Automotive Co,Ltd. aufgekauft. Shuanghuan nutzte die Fahrzeug-Identifikationsnummer HBJ.

## Nutzfahrzeuge
Erstes Modell des Herstellers war ein Pick-up namens Shuanghuan Laibao. Dieser im April 1988 etablierte SUV-Pick-up war ein Plagiat des damaligen Toyota Hilux. Der erwartete Absatz wurde nicht erreicht. So setzte der Hersteller seine Erwartungen für die nächste Zeit herab, ließ das Fahrzeug aber dennoch lange Zeit unverändert in Produktion. Erst 1998 etablierte Shuanghuan sein zweites Modell. Dabei handelte es sich um den Shuanghuan Jiaolian, welcher ebenfalls als Pick-up in der Ausführung HBJ 6460 und als HBJ 5020 als Kastenwagen mit Fenstern zur Auswahl stand. Das Modell hatte optische Ähnlichkeiten zum Toyota RAV4. 2002 nahm Shuanghuan das Modell aus seinem Modellprogramm. Im Sommer 1999 eingeführt, war der Shuanghuan Rabo S-RV dessen Schwestermodell und wurde im Auftrag des Marketingsunternehmens Laibao produziert. Der Rabo S-RV wurde bis Dezember 2007 gebaut.

## Automobile und SUVs
2002 stieg Shuanghuan auch in die Automobilproduktion ein und präsentierte seinen luxuriösen SUV namens Shuanghuan SCEO (intern C9). 2006 kam es zu ersten Auseinandersetzungen, als der italienische Hersteller seinen in Lizenz des SCEO produzierten Martin Motors CEO auf der Bologna Motor Show präsentierte. BMW unterstellte Shuanghuan, ein Plagiat des BMW X5 herzustellen, und versuchte konsequent, eine Ausstellung auf allen anderen Automobilschauen Europas zu verhindern. Unter anderem konnte BMW auch ein Verkaufsverbot in Deutschland erwirken. Zwei weitere Plagiate brachte Shuanghuan 2004 unter den Namen Shuanghuan Bubble und Shuanghuan Noble hervor, die dem deutschen smart city-coupé sehr ähnlich waren. Intern trugen diese die Bezeichnung S6. Auch diese sollten dem Hersteller einen weiteren Erfolg bringen und er vertrieb diese weltweit mit Ausnahme Deutschlands. In Griechenland erwirkte Mercedes-Benz ein Ausstellungs- und Importverbot. Der billigere Bubble wurde im Spätjahr 2007 aus dem Modellprogramm gestrichen. Auch diese beiden Modelle wurden von der italienischen Martin Motors aufgelegt. 2007 wurde der bereits veraltete Rabo S-RV überarbeitet. Auch das Interior wurde einer Modernisierung unterzogen und aufgewertet. Im Gegensatz zu seinem Vorgänger war der Shuanghuan S-RV nun allerdings ein reiner SUV und war nicht mehr als Nutzfahrzeug umrüstbar. Des Weiteren war er nur noch für den Export bestimmt. Somit waren ab Juli 2010 nur noch der Geländewagen CEO und der Kleinstwagen Noble im Modellprogramm vorhanden.
Am 7. März 2016 vermeldete Chinadaily.com.cn, dass die chinesische Regierung das Unternehmen aufgelöst hat.

## Pkw-Produktionszahlen
| Jahr | Pkw-Produktionszahl | Quelle      |
| ---- | ------------------- | ----------- |
| 2000 | 542                 | [ 2 ] [ 3 ] |
| 2001 | 1.536               | [ 2 ] [ 3 ] |
| 2002 | 2.077               | [ 2 ] [ 3 ] |
| 2003 | 3.222               | [ 2 ] [ 3 ] |
| 2004 | 10.175              | [ 3 ]       |
| 2005 | 6.972               | [ 4 ]       |
| 2006 | 5.225               | [ 4 ]       |
| 2007 | 7.500               | [ 4 ]       |